# Célula cromafim
Células cromafins são células neuroendócrinas encontradas na medula da glândula adrenal (glândula supra-renal, situada acima dos rins) e em outros gânglios do sistema nervoso simpático. Elas são derivados da crista neural embrionária.